# 東京都立足立東高等学校
東京都立足立東高等学校（とうきょうとりつあだちひがしこうとうがっこう）は、東京都足立区大谷田二丁目に所在する東京都立高等学校。

## 概要
1976年に開校。
一時は定員割れを起こすなど学校運営が低迷し、廃校を求める署名活動まで行われた。これには、同じ足立区内にある東京都立足立新田高等学校が大掛かりな学校改革を行って人気校へと変貌した影響も少なからずあった。
そのため、2003年から「支援教育を行う普通学校」の一つである「エンカレッジスクール」として再出発することになった。これにより、以下のような改革が行われた。
- 一般入試における学力検査の廃止

- 30分授業の導入

- 2人担任制

- 定期考査の廃止

- 4つのレベルに分けた習熟度別授業の導入

- 体験的学習の実施

併せて、生活指導の方法についても積極的な改善を行った。
結果としてこれらの施策は成功し、新しい教育への試みとして全国的に知られることとなった。今なお、全国からの視察が絶えない状況にある。

## 沿革
- 1975年11月1日 東京都立足立西高等学校内に開設事務所設置。
- 1976年
  - 4月1日 東京都立水元高等学校内で開校。
  - 4月9日 水元高校体育館に於いて第1回入学式挙行、翌日水元高校校舎にて授業開始。
  - 8月26日 第1期工事完成（普通教室21・特別教室・校長室・職員室）、現在地へ移転。
- 1977年
  - 4月8日 荒川区民会館に於いて第2回入学式挙行。
  - 10月3日 第2期工事完成（体育館・格技場）。
- 1978年3月31日 第3期工事完成（プール・テニスコート・バレーコート・屋外競技場・外周フェンス）。
- 1979年3月12日 第1回卒業証書授与式挙行。
- 2002年6月27日 東京都教育委員会からエンカレッジスクールの指定を受ける。
- 2003年4月8日 エンカレッジスクール入学式挙行（5学級編成）。
- 2006年 創立30周年記念式典。

## 校歌
- 作詞：山本和夫 作曲：平井康三郎

## 交通
出典 : 
| 乗車駅         | のりば | 系統       | 下車停留所                | 運行事業者 |
| -------------- | ------ | ---------- | ------------------------- | ---------- |
| JR常磐線亀有駅 | 北口4  | 有64・有65 | 「中川小学校前」、徒歩2分 | ■東武      |
| JR常磐線亀有駅 | 北口2  | 有25       | 「大谷田陸橋」、徒歩5分   | ■東武      |
| JR常磐線亀有駅 | 北口1  | 有38       | 「大谷田四丁目」、徒歩5分 | ■東武      |

## 著名な出身者
- 西尾拓美（元CHA-CHAのメンバー）
- KENJI03（ロックバンドBACK-ONのメンバー）
- 内藤哲也（プロレスラー）
- 武居由樹（キックボクサーk-1王者krush王者）
- 横山浩之（映画監督）